# NGC 7736
NGC 7736 is een lensvormig sterrenstelsel in het sterrenbeeld Waterman. Het hemelobject werd in 1886 ontdekt door de Amerikaanse astronoom Ormond Stone.

## Synoniemen
- ESO 606-5
- MCG -3-60-10
- NPM1G -19.0695
- PGC 72173